# Retaule de Pertegàs
El Retaule de Pertegàs és el nom amb què es coneix un retaule gòtic realitzat per Jaume Huguet, actualment desmembrat, realitzat entre els anys 1470-1480. El seu nom prové de l'església de Sant Martí de Pertegàs de Sant Celoni (Vallès Oriental), on estava instal·lat a la capella de Santa Anna. L'obra estava dedicada a la santa de la capella, Anna, la mare de Maria, i la seva figura ocupava el lloc central. Junt amb santa Anna, les figures de sant Bartomeu i santa Maria Magdalena ocupaven els carrers laterals del retaule.
El Museu Nacional d'Art de Catalunya conserva les seves tres taules cimeres o àtic, les úniques oficialment relacionades amb el retaule original, si bé altres taules han estat atribuïdes a aquesta mateixa obra.

## Història
El contracte data del 20 de desembre de 1465 i estava sufragat per Francesc Joan de Santa Coloma, un donzell – membre inferior de l'estament militar no armat de cavaller– i patró de la capella de Santa Anna de l'església de Sant Martí de Pertegàs, de la vila de Sant Celoni. Huguet es va comprometre a enllestir-lo en uns vuit mesos, per al dia 24 d'agost de 1466, diada de sant Bartomeu, un dels sants titulars de la pintura, però no va ser acabat fins al maig del 1480. És probable que les tasques romanguessin aturades amb motiu de la guerra civil catalana. El contracte determinava una obra mixta d'escultura i pintura. Les mides aproximades de l'estructura eren 240 × 360 cm i el cost global de la intervenció del pintor s'estipulava en 75 lliures.
Tenia tres carrers amb una escultura marmòria de santa Anna com a imatge central, avui perduda, i que podria haver estat una figura dreta amb la marededéu als braços.
Als carrers laterals se situaven les taules pintades de sant Bartomeu i de santa Magdalena, coincidint amb la ubicació del coronament conservat. Segons el contracte, el retaule tenia una predel·la amb cinc escenes. L'encàrrec havia d'estar ubicat a la capella de Santa Anna de l'esmentada església de Pertegàs.
L'obra va formar part de la col·lecció de Josep Estruch, d'on passà a la de Ramon Ferrer i Estruch, marquès de Cornellà i va entrar al Museu Nacional d'Art de Catalunya el 1935 fruit de la donació de Maria Badeigts, marquesa de Cornellà.

## Dades de context

### Autor
Jaume Huguet (Valls 1412 - Barcelona 1492) fou un pintor gòtic català amb un estil que va evolucionar del gòtic internacional cap a les innovacions incorporades des de la pintura flamenca. La seva formació es va realitzar entre València, Tarragona i Barcelona, si bé no es descarta que pogués haver visitat Sardenya o Nàpols, que formaven part de la Corona d'Aragó. Va desenvolupar la seva màxima activitat a Barcelona a partir de 1448, on va crear un taller que pràcticament va monopolitzar la realització de retaules a Catalunya durant la segona meitat del segle xv, un cop morts Bernat Martorell i Lluís Dalmau. El seu taller va incorporar els seus deixebles i també membres de la família Vergós amb qui va mantenir una estreta relació personal i que són considerats coautors d'aquest retaule.
Una part important de la seva obra s'ha perdut en revoltes que han destruït les esglésies que les contenien i la majoria d'obres conservades són panells de retaules que han estat desmuntats.

### Estil
En aquest període varen aparèixer a València les modernes tendències de l'època, la influència del realisme dels primitius flamencs, especialment de l'escola pictòrica de Jan van Eyck, autor de moda a la Corona d'Aragó gràcies a la mà de Lluís Dalmau, que venen a produir una evolució dels artistes educats en el gòtic internacional. Es pot suposar que Jaume Huguet va assimilar aquestes noves formes arribades de Flandes a València abans que Lluís Dalmau marxés a Barcelona l'any 1445, any de l'arribada de Jaume Huguet.

### Tema
La iconografia del sacrifici de sant Bartomeu es narra a la Llegenda àuria de Iacopo da Varazze. En aquest relat s'explica com Astíages, rei d'Armènia, enfurismat per la seva tasca evangelitzadora que havia convertit al seu germà Polimio, va ordenar que l'escorxessin viu en presència dels sacerdots del temple de Baldach, després que la imatge de l'ídol d'aquest temple quedés destruïda pels poders sobrenaturals del sant. El tipus de martiri és una versió cristiana paral·lela a la faula pagana del càstig a Màrsies per part Apol·lo.
La vida de Maria Magdalena ha estat objecte de múltiples llegendes i de canvis d'identitat, ja que si bé als Evangelis és identificada amb una de les tres Maries que "va ser curada d'esperits malignes i que va acompanyar Jesús i els seus deixebles durant la predicació a Galilea",［Lluc 8:1-2］ i que va ser present a la crucifixió de Jesús,［Joan 19:25］ també va ser identificada per Gregori el Gran al segle vi amb Maria la germana de Llàtzer i Marta de Betània. Aquesta versió va ser recollida al segle xiii a la Llegenda àuria de Iacopo da Varazze, on es vincula a Maria Magdalena amb la dona pecadora que renta els peus de Jesús "... amb les llàgrimes, els hi eixugava amb els cabells, els hi besava i els hi ungia amb perfum", tal com es descriu a Lluc 7:36-38. L'ampolla d'alabastre amb el perfum per ungir que portava Magdalena, és la seva peça hagiogràfica principal.
La versió de la vida de Magdalena després de la Resurrecció de Jesús té més d'un final, unes versions que coincideixen en la seva dedicació a la predicació i conversió d'infidels. La versió més estesa que està recollida també a la Llegenda àuria, la situa al sud de França on va arribar acompanyada dels seus germans, Marta i Llàtzer, de Sidoni i Maximí, aquests dos darrers varen arribar a ser els primers bisbes d'Ais de Provença. Després de la seva activitat evangelitzadora, es va retirar durant 30 anys a fer d'eremita a una balma on avui s'aixeca la basílica de Santa Maria Magdalena i de Sant Maximí de la Santa Bauma, al terme municipal de Sant Maissemin de la Santa Bauma.

## Descripció de les taules
Si bé mitjançant el contracte es coneix que l'estructura del retaule constava de tres carrers amb una predel·la de cinc taules i una talla al carrer central, no queda clar com eren les taules del cos del retaule que envoltaven la talla central.
A diferència dels retaules de cinc carrers que segueixen un programa iconogràfic (cicle de la passió, cicle marià, etc.) amb un nombre elevat de taules, aquest retaule gira al voltant dels dos sants que coneixem per les taules de l'àtic i la figura central de santa Anna, coneguda via contracte.
Els carrers laterals podrien haver estat constituïts per dues taules cadascun, com al Retaule dels sants Abdó i Senén d'Huguet. Però la historiadora Rosa Alcoy considera que el model de referència per un retaule d'aquestes característiques cal cercar-lo a la pintura aragonesa de començaments del segle xv on es troben diversos exemples de retaules de tres carrers amb una única taula a cada banda de la imatge central on es mostra la figura sedent de la figura d'un sant. Per exemple, el Retaule de Juan de la Abadia el Jove dedicat a sant Bartomeu, sant Andreu i santa Úrsula, procedent de l'església de San Pedró el Viejo i que actualment es troba al museu Diocesà de la catedral d'Osca, amb sants entronitzats
que ocupen els carrers laterals del retaule. Un altre exemple de finals del segle xv (c. 1497-1500) és el retaule major de la basílica de San Lorenzo d'Osca, obra de Pedro Díaz de Oviedo, amb una configuració en tríptic que incorpora sants laterals entronitzats. Sant Llorenç, convertit en imatge escultòrica de fusta i com a advocació principal de l'obra, se situa al carrer central compartit amb el sagrari. A banda i banda, les imatges pintades de sant Orenci i santa Paciència, els seus pares, ofereixen des dels trons respectius el complement temàtic ideal.

Aquesta proposta permet vincular la taula de Maria Magdalena de la Fundació Godia amb les taules de l'àtic que es troben al MNAC.

### Àtic
Format per tres taules que es conserven al MNAC; la central representa un Calvari o crucifixió, un tema que ocupava habitualment aquesta ubicació als retaules d'Huguet. A banda dels personatges propis de la crucifixió, sant Joan sostenint la Mare de Déu, les tres maries, Jesús i els lladres; a la dreta s'observa un bisbe a cavall que representa un dels prínceps dels sacerdots que es descriuen a tres dels evangelis canònics increpant Jesús crucificat. Una imatge que es troba a altres pintures de Lluís Borrassà, Joan Mates i Bernat Martorell. El mateix Huguet va fer servir la figura del bisbe a l'escena de la crucifixió del Retaule de Sant Miquel del gremi dels Tenedors del MNAC i al Retaule dels sants Abdó i Senén. Aquesta figura només es troba a la pintura gòtica catalana.
A banda i banda del calvari, ocupant la part superior de les taules dels sants, les imatges representades estan relacionades amb les seves respectives morts.

A l'esquerra, l'escena mostra la mort de Maria Magdalena. Segons la tradició que la situa al sud de França els seus darrers anys de vida, va morir a la balma on s'havia retirat per a fer vida eremítica, un fet representat a la taula pels seus llargs cabells que la cobreixen totalment. La cova està convertida en l'interior d'una església amb un altar al fons, sobre el qual s'observa un petit tríptic amb un Ecce Homo que enllaça la figura de Magdalena amb el sacrifici de Jesús a la Creu, un acte íntimament vinculat amb la santa que hi va ser present.
Als seus peus uns fidels que podrien estar relacionats amb algun dels evangelitzadors que la varen acompanyar, algun d'ells podria ser Sidoni. Al costat del seu cap hi ha el bisbe Maximí d'Ais qui, segons la llegenda, li va proporcionar la comunió abans de morir. L'escena capta aquest darrer moment de vida simbolitzat per la seva ànima que surt del seu cos i és acollida per dos àngels suspesos al centre de l'escena.

A la dreta, un episodi dedicat a sant Bartomeu reflectint el martiri a mans dels escorxadors que li arranquen la pell en presència d'Astíages, rei d'Armènia i germà del rei Polimio, a qui Bartomeu havia convertit al cristianisme.
L'escena està emmarcada a l'interior d'un palau amb uns observadors ubicats sobre el mur del fons i, en primer pla, uns soldats i uns dignataris acompanyant Astíages.
Al costat de la figura central de sant Bartomeu hi ha dos botxins que procedeixen a escorxar-lo amb una parsimònia pròpia d'un professional, sense acarnissament ideològic, una actitud que Huguet destaca amb el gest quotidià de sostenir el ganivet amb la boca mentre un d'ells estira la pell amb les dues mans.

- Calvari del Retaule d'Abdó i Senén
- Martiri dels Apòstols de Lochner
- Martiri de Bartomeu, Santa Trinitat

Aquesta imatge d'un botxí amb el ganivet a la boca es pot interpretar també com un recurs iconogràfic detectable a la primera meitat del segle xv tant en obres d'arrel germànica com s'observa al Martiri dels Apòstols de Stephan Lochner, o a la pintura italiana en un tríptic de sant Bartomeu signat i datat el 1401 per Lorenzo di Niccolò.
La composició amb les postures del sant i dels seus botxins, així com la presència de públic al fons, coincideix amb la de les pintures murals de l'església de Santa Trinita de Florència, obra de Giovanni da Ponte de 1434.

### Taules centrals

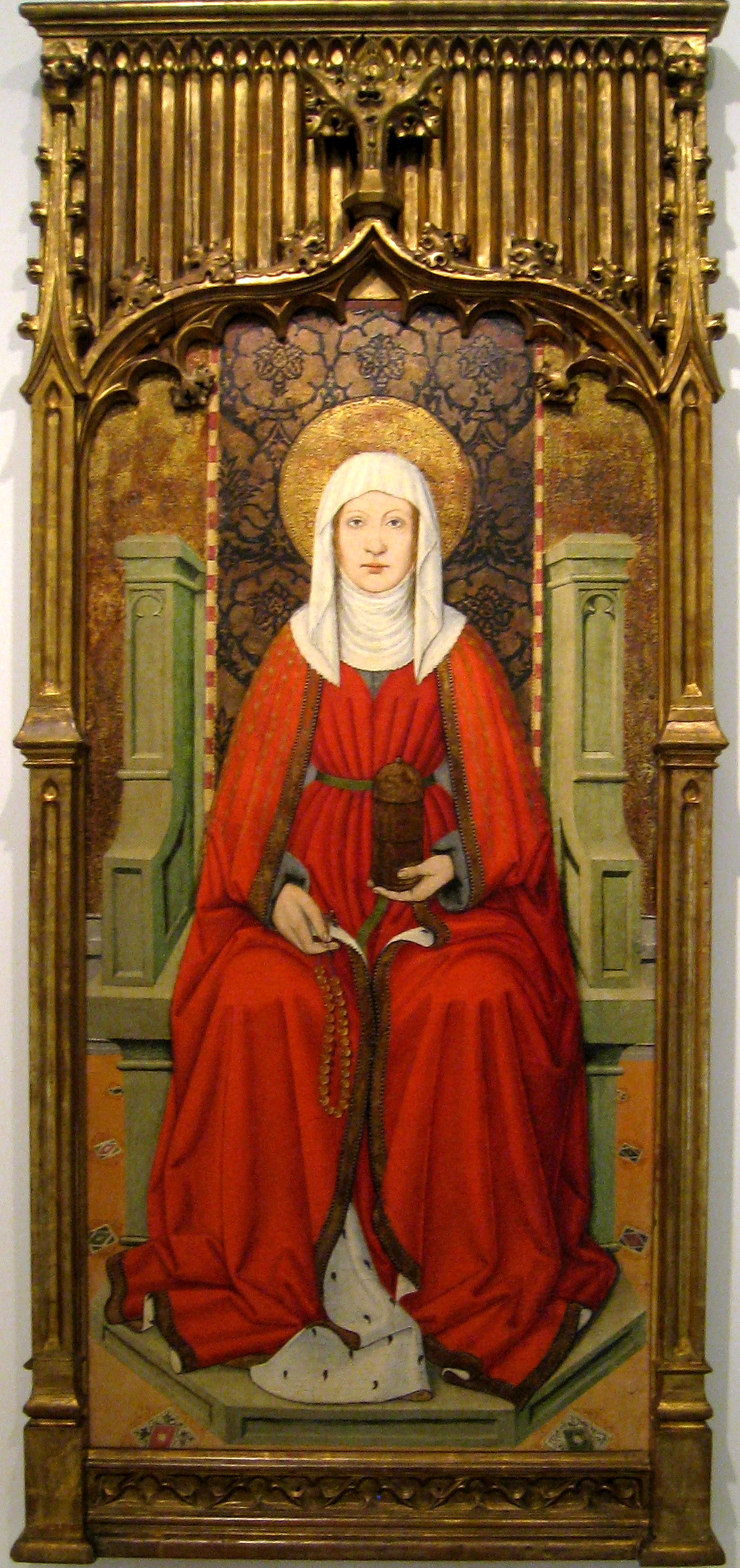
Maria Magdalena, possible taula d'aquest retaule avui a la Fundació Godia

A la Fundació Godia de Barcelona es conserva la taula Maria Magdalena entronitzada sostenint a les mans un rosari i un flascó de perfum, objectes simbòlics reproduïts amb força realisme. Per les seves dimensions i estil, podria haver format part del retaule original ocupant el carrer dret, just per sota d'aquesta cimera del MNAC.
Hi ha constància que l'obra havia estat propietat, el 1925, de la col·lecció de Josep Estruch i Comella i, el 1948, de la d'Enric Ferrer i Portals. L'àtic que es troba actualment al MNAC havia estat també propietat de Josep Estruch abans de 1925, data en què els comprà Ramon Ferrer i Estruch. La procedència comuna de l'obra del MNAC i la de la fundació Godia és un altre argument per a l'atribució al mateix retaule.
La representació de la santa asseguda en un tron li aporta una solemnitat règia pròpia d'una Mare de Déu. La figura de Magdalena va destacar com a proclamadora de l'evangeli, una acció què començà el mateix moment de la Resurrecció de Jesús quan descobreix la tomba buida［Joan 20:11］ i és la primera a comunicar-ho als apòstols.［Joan 20:18］ Aquest fet i la seva trajectòria capdavantera en l'evangelització va fer que els pares de l'Església i els escriptors eclesiàstics la reconeguessin com a deixeble de Jesús anomenant-la isapostolos (igual que un apòstol) a l'església ortodoxa oriental i apostola apostolorum (apòstol dels apòstols) a l'església occidental. Així va prendre un paper destacat o preeminent respecte a la resta d'apòstols fins al punt que a l'Evangeli de Maria, un text apòcrif gnòstic del segle ii, es manifesta una certa subordinació de Pere al seu discurs: "“Germana, sabem que el Salvador t'estimava més que a les altres dones. Diga'ns les seves paraules, que tu, i no nosaltres, coneixes i recordes”.
La composició de Magdalena entronitzada és una solució iconogràfica que realça el seu rol d'Apòstol d'Apòstols. És una imatge força inusual què va tornar a ser utilitzada al segle xvii per Bartolomeo Montagna a l'església de Santa Corona de Vicenza, on surt acompanyada per Sidoni, Maximí i altres dues santes. També a l'església de Santa Maria Magdalena de Luyando, Àlaba, hi ha una talla barroca amb similar composició.

### Predel·la
Pel contracte es coneix l'existència d'una predel·la de cinc taules. La central havia d'estar dedicada a la pietà tal com passa al Retaule de Sant Bernardí i l'Àngel Custodi. A cada costat de la taula central havia d'haver-hi dues escenes dedicades a santa Anna, advocació central del retaule i de la capella on s'ubicava. Per acabar, als extrems havien de situar-se dues taules relatives a les vides dels altres dos sants: Maria Magdalena i Bartomeu.
Dels compartiments de la predel·la es desconeixia la seva localització fins començaments del s. XXI, quan varen aparèixer dues taules en sengles subhastes el 2011 i el 2023.
Anteriorment, Benjamin Rowland va atribuir una taula del passatge de l'Abraçada a la Porta Daurada que va pertànyer a la col·lecció Josep Jacint Sala (1818-1895) i que va estar present a l'Exposició d'Arts Sumptuàries celebrada a l'edifici de la Universitat de Barcelona el setembre i octubre de l'any 1877. Al seu catàleg es conserva l'única imatge coneguda, ja que aquesta desapareguda. Aquesta atribució va ser discutida per Chandler R. Post. Efectivament, la vinculació d'aquesta peça amb el retaule de Pertegàs va quedar descartada el 2023 quan es va subhastar una taula del passatge de l'Abraçada a la porta daurada diferent, que actualment ha estat certificada com la correcta.

#### Taula Naixement de la Mare de Déu

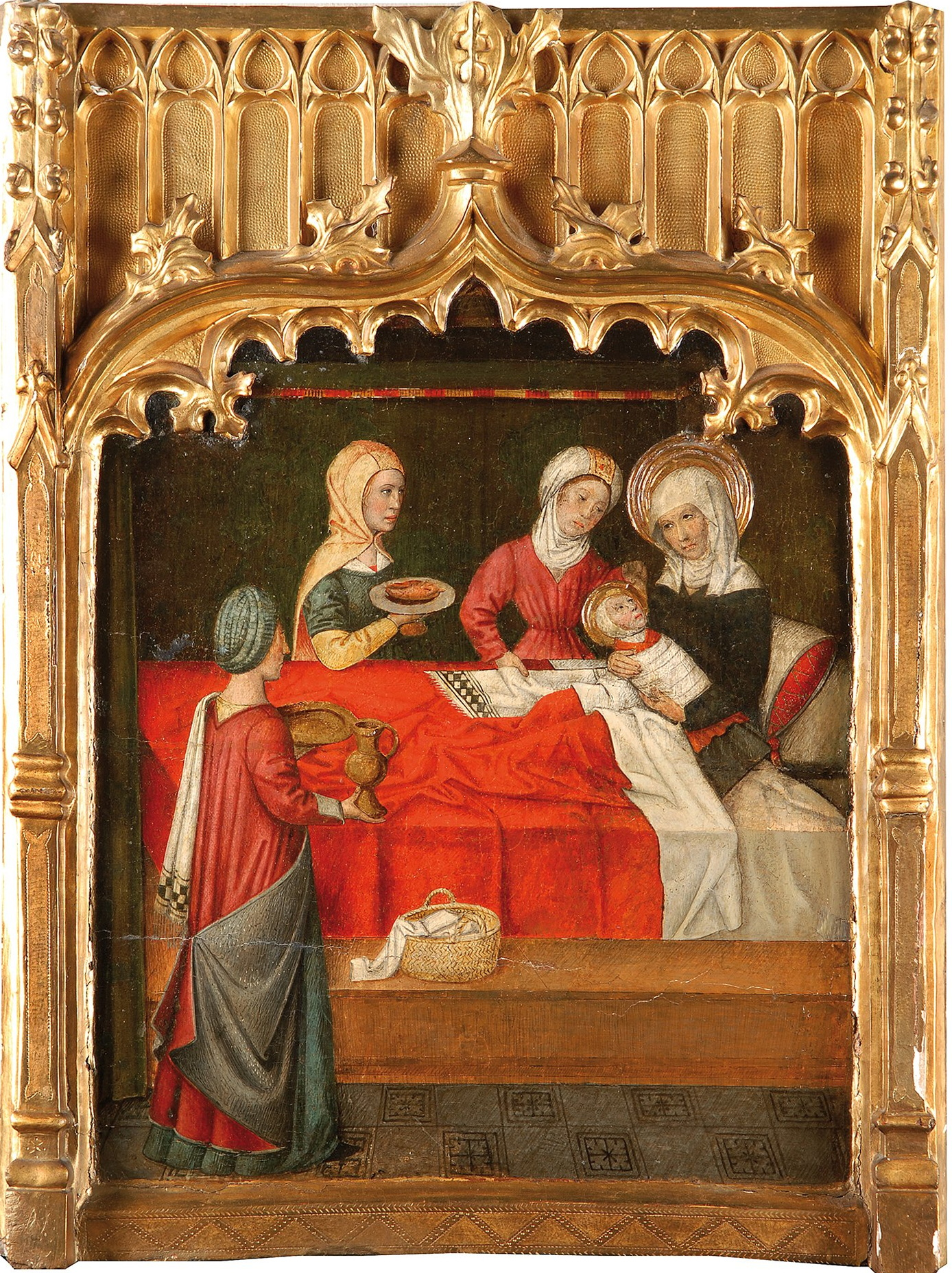

Aquesta taula es va conèixer quan va sortir a subhasta a Barcelona el 2011 i 2015 i es troba en una col·lecció particular a l'estranger.
Les seves dimensions de 67 x 50 cm guarden una proporció amb la resta de taules. L'estructura està construïda amb taulons acoblats horitzontalment.
Presenta una composició i iconografia clàssica d'aquesta escena amb santa Anna al llit amb la Mare de Déu als braços. Està acompanyada d'altres personatges femenins que l'assisteixen. Segons l'historiador de l'art Alberto Velasco, "els personatges responen als arquetips femenins habituals en les obres d'Huguet".

#### Taula Abraçada a la porta daurada

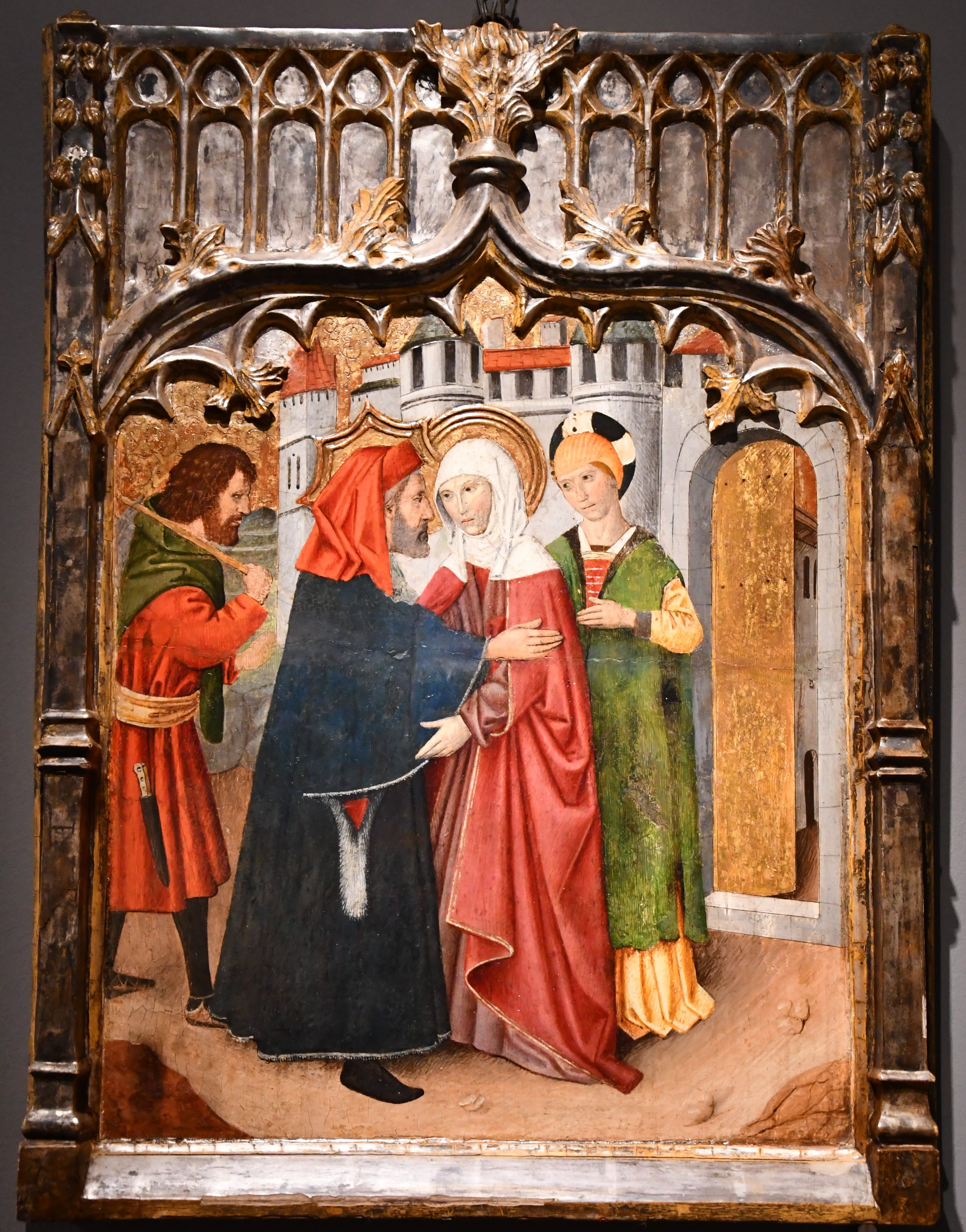
Abraçada a la porta daurada, taula de la predel·la, desapareguda fins 2023

Aquesta taula de 67 x 51,3 cm què és va conèixer quan es va posar a la venda a Lió (França) el 15 de març de 2023.
Mostra l'episodi de l'Abraçada davant la Porta Daurada, una escena habitual en el cicle dedicat a la infantesa de Maria, procedent dels evangelis apòcrifs (especialment al Protoevangeli de Jaume).
Representa santa Anna i sant Joaquim, els pares de la Mare de Déu, fent-se en una tendra abraçada davant la Porta Daurada de la ciutat de Jerusalem, per celebrar la inesperat embaràs d'Anna després de molts anys sense tenir descendència. Tots dos van acompanyats de sengles servents, un home i una dona.
Des de l'edat mitjana aquest episodi és una representació iconogràfica de la idea què la mare de Jesús va ser concebuda sense pecat original al ventre de la seva mare com la nova Eva corredemptora de la Humanitat.
L'atribució d'aquesta taula a Jaume Huguet es pot confirmar pel rostre de santa Anna que remet al del personatge femení del retaule de Sant Miquel al MNAC.
El de la serventa, per la seva banda, es pot comparar amb els de les santes que envolten la Mare de Déu i el Nen en un altre dels compartiments del retaule esmentat; mentre que el del servent barbat de l'esquerra és similar als d'altres obres de l'autor, com el Plany davant el Crist mort del Museu de la Catedral de Barcelona, única resta conservada del retaule de Sant Esteve de la confraria dels freners.
També s'observa una coincidència entre els tons verds i vermellosos de la indumentària dels personatges amb els de la taula dels Miracles pòstums del retaule de Sant Vicenç.